# واینوم، کوئینزلند
واینوم (به انگلیسی: Wynnum) یک حومه شهر در استرالیا است که در کوئینزلند واقع شده‌است.